# 몬스터 호텔 4: 뒤바뀐 세계
《몬스터 호텔 4: 뒤바뀐 세계》(영어: Hotel Transylvania: Transformania)는 2022년 공개된 미국의 애니메이션 영화로, 2012년 영화 《몬스터 호텔》의 세 번째편이다.

## 줄거리
드락이 트랜실베니아 호텔을 딸 마비스와 사위 조니에게 넘길려고 한다. 그런데 조니의 형편없는 호텔 계획을 들은 드락은 걱정을 한다. 드라은 인간인 조니에게 오직 몬스터만 호텔 사업을 이끌어 갈 수 있다고 장난을 친다. 그러자 조니는 몬스터가 되기로 결심하고, 반헬싱의 신비한 발명품인 '몬스터피케이션 레이'가 엉망이 되면서 조이는 몬스터가

## 출연진
- 브라이언 헐 - 드라큘라 역
- 셀레나 고메즈 - 마비스 역
- 앤디 샘버그 - 조너선 역
- 캐서린 한 - 에리카 역
- 키건마이클 키 - 머레이 역
- 스티브 부세미 - 웨인 역
- 데이빗 스페이드 - 그리핀 역
- 몰리 샤논 - 완다 역
- 짐 개피건 - 반 헬싱 역
- 브래드 아브렐 - 프랭크 역
- 애셔 블링코프 - 데니스 역